# Plocama thymoides
Plocama thymoides är en måreväxtart som först beskrevs av Isaac Bayley Balfour, och fick sitt nu gällande namn av Maria Backlund och Mats Thulin. Plocama thymoides ingår i släktet Plocama och familjen måreväxter. IUCN kategoriserar arten globalt som starkt hotad. Inga underarter finns listade i Catalogue of Life.